# NGC 2910
NGC 2910 је расејано звездано јато у сазвежђу Једра које се налази на NGC листи објеката дубоког неба.
Деклинација објекта је - 52° 54' 50" а ректасцензија 9h 30m 29,0s. Привидна величина (магнитуда) објекта NGC 2910 износи 7,2. NGC 2910 је још познат и под ознакама OCL 781, ESO 166-SC17.